# 胡连松
胡连松（1953年10月—），安徽桐城人。男，汉族。1970年4月参加工作，1976年4月加入中国共产党。合肥工业大学农业机械设计专业毕业。

## 生平
2000年11月，任安徽省统计局局长、党组书记。2001年7月，任中共阜阳市委书记。2002年1月，任中共阜阳市委书记、市人大常委会主任。2006年2月，任安徽省人大常委会副主任，阜阳市委书记、市人大常委会主任。2006年4月，任安徽省人大常委会副主任、党组成员，阜阳市委书记、市人大常委会主任。2007年11月，任安徽省人大常委会副主任、党组成员。2013年，当选第十二届全国人民代表大会安徽地区代表。
2017年1月，辞去安徽省人大常委会副主任。